# Rossijanka Chimki
Rossijanka Chimki (ros. Женский футбольный клуб «Россиянка» Химки, Żenskij Futbolnyj Kłub "Rossijanka" Chimki) – rosyjski kobiecy klub piłkarski. Siedzibą klubu do 2015 roku był Krasnoarmiejsk, a potem Chimki, często jednak zamiast niego podaje się, że jest to klub z obwodu moskiewskiego.

## Historia
Chronologia nazw:
- 1998: Nadieżda Krasnoarmiejsk (ros. «Надежда» Красноармейск)
- 2000: Nadieżda-Gudok Krasnoarmiejsk (ros. «Надежда-Гудок» Красноармейск)
- 2001: klub rozwiązano – po przeniesieniu do Nogińska
- 2003: Nadieżda-Bojewoje Bratstwo Krasnoarmiejsk (ros. «Надежда — Боевое Братство» Красноармейск)
- 2004: Rossijanka Krasnoarmiejsk (ros. «Россиянка» Красноармейск)
- 2015: Rossijanka Chimki (ros. «Россиянка» Химки)
- 2017: klub rozwiązano

Kobieca drużyna piłkarska Nadieżda Krasnoarmiejsk została założona w mieście Krasnoarmiejsk w 1998. W tamtym że roku klub został członkiem Rosyjskiej Asocjacji Piłki Nożnej Kobiet i w 1999 debiutował w Pierwoj Lidze, w której zajął piąte miejsce. W 2001 klub został rozwiązany. Piłkarki przeniosły się do sąsiedniego Nogińska, zasilając miejscowy klub Nadieżda Nogińsk. W 2003 klub został reaktywowany pod nazwą Nadieżda-Bojewoje Bratstwo Krasnoarmiejsk. W następnym sezonie klub pod nazwą Rossijanka Krasnoarmiejsk debiutował w Wysszej Lidze i jako beniaminek zdobył wicemistrzostwo oraz był finalistą Puchar Rosji. W sezonie 2006/07 klub startował w rozgrywkach Ligi Mistrzów. W 2017 roku klub rozwiązano. Na początku 2015 klub przeniósł się do miasta Chimki, a w 2017 został rozwiązany.

## Sukcesy
- Ligi Mistrzów:

1/4 finału: 2007/08
II faza grupowa: 2006/07
- Wysszaja Liga:

mistrz: 2005, 2006
wicemistrz: 2004, 2007, 2008
- Puchar Rosji:

zdobywca: 2005, 2006, 2008, 2009
finalista: 2004, 2007

### Skład «Rossijanki» w2009
Bramkarki:

 1 Elwira Todua

 31 Kristina Słaszczynina

 35 Iryna Zwarycz

 79 Galina Ważnowa

Obrończynie:

 3 Anna Kożnikowa

 7 Oksana Szmaczkowa

 11 Olga Poriadina

 14 Nadieżda Myśkiw

 22 Natalja Piercewa

 77 Natalja Russkich

Pomocniczki:

 23 Jelena Morozowa

 25 Tatjana Skotnikowa

 27 Nadieżda Charczenko

 33 Tetiana Czorna

 34 Jelena Tieriechowa

 81 Ludmyła Pekur

 88 Oksana Titowa

Napastniczki:

 5 Olga Pietrowa

 9 Emiuidji Ogchiabechwa

 10 Natalja Mokszanowa

 36 Jelena Daniłowa